# Zamość (Landgemeinde)
Die Gmina wiejska Zamość ist eine Landgemeinde im Powiat Zamojski in der Woiwodschaft Lublin im südöstlichen Teil Polens, rund 240 km südöstlich der Hauptstadt Warschau und 110 km nordwestlich der ukrainischen Stadt Lemberg in der Landschaft Roztocze gelegen. Die Gmina hat eine Fläche von 196 km² und 23.212 Einwohner (Stand 31. Dezember 2020).
Die kreisfreie Stadt Zamość [ˈzamɔɕt͡ɕ] ist Sitz des Landkreises und der Landgemeinde, gehört aber beiden Institutionen nicht an. Zamość war bis 1998 Hauptstadt der gleichnamigen Woiwodschaft.
Die Landgemeinde Zamość hieß bis 1973 Gmina Mokre.

## Gemeindegliederung
Zur Gmina gehören 34 Ortschaften mit einem Schulzenamt: 
| Białobrzegi Białowola Borowina Sitaniecka Bortatycze Bortatycze-Kolonia Chyża Jatutów Kalinowice Lipsko Lipsko-Kosobudy Lipsko-Polesie Łapiguz | Mokre Płoskie Pniówek Siedliska Sitaniec Sitaniec-Kolonia Sitaniec-Wolica Skaraszów Skokówka Szopinek Wieprzec | Wierzchowiny Wólka Panieńska Wólka Wieprzecka Wychody Wysokie Zalesie Zarzecze Zawada Zwódne Żdanów Żdanówek |

Ein weiterer Ort der Landgemeinde ist Topornica.

## Verkehr
Auf dem Gebiet der Landgemeinde befindet sich der Sportflugplatz Zamość-Mokre (ICAO-Code EPZA) mit zwei Grasbahnen von 800 und 600 m Länge.